# Pierre Lemieux (économiste)
Pour les articles homonymes, voir Pierre Lemieux et Lemieux.
 (juillet 2023).
La mise en forme du texte ne suit pas les recommandations de Wikipédia : il faut le « wikifier ».
Les points d'amélioration suivants sont les cas les plus fréquents. Le détail des points à revoir est peut-être précisé sur la page de discussion.
- Les titres sont pré-formatés par le logiciel. Ils ne sont ni en capitales, ni en gras.
- Le texte ne doit pas être écrit en capitales (les noms de famille non plus), ni en gras, ni en italique, ni en « petit »…
- Le gras n'est utilisé que pour surligner le titre de l'article dans l'introduction, une seule fois.
- L'italique est rarement utilisé : mots en langue étrangère, titres d'œuvres, noms de bateaux, etc.
- Les citations ne sont pas en italique mais en corps de texte normal. Elles sont entourées par des guillemets français : « et ».
- Les listes à puces sont à éviter, des paragraphes rédigés étant largement préférés. Les tableaux sont à réserver à la présentation de données structurées (résultats, etc.).
- Les appels de note de bas de page (petits chiffres en exposant, introduits par l'outil «  Source ») sont à placer entre la fin de phrase et le point final[comme ça].
- Les liens internes (vers d'autres articles de Wikipédia) sont à choisir avec parcimonie. Créez des liens vers des articles approfondissant le sujet. Les termes génériques sans rapport avec le sujet sont à éviter, ainsi que les répétitions de liens vers un même terme.
- Les liens externes sont à placer uniquement dans une section « Liens externes », à la fin de l'article. Ces liens sont à choisir avec parcimonie suivant les règles définies. Si un lien sert de source à l'article, son insertion dans le texte est à faire par les notes de bas de page.
- La présentation des références doit suivre les conventions bibliographiques. Il est recommandé d'utiliser les modèles {{Ouvrage}}, {{Chapitre}}, {{Article}}, {{Lien web}} et/ou {{Bibliographie}}. Le mode d'édition visuel peut mettre en forme automatiquement les références.
- Insérer une infobox (cadre d'informations à droite) n'est pas obligatoire pour parachever la mise en page.

Pour une aide détaillée, merci de consulter Aide:Wikification.
Si vous pensez que ces points ont été résolus, vous pouvez retirer ce bandeau et améliorer la mise en forme d'un autre article.
Pierre Lemieux, né en 1947 à Sherbrooke (Québec, Canada) est un économiste et écrivain canadien.
Il détient un diplôme d’études supérieures en économie de l’Université de Toronto (Canada) et en philosophie de l’Université de Sherbrooke (Canada). Ses intérêts de recherche et champs de publication touchent principalement la théorie économique et politique, la théorie des choix publics, les finances publiques et les politiques publiques. De nationalité française et canadienne, il vit maintenant aux États-Unis.

## Carrière
Après avoir enseigné dans quelques universités, il est actuellement professeur associé au Département des Sciences Administratives de l’Université du Québec en Outaouais. Il est également Senior Fellow à l’Institut économique de Montréal. En 2009-2010, il a été Visiting Scholar au Département d’économie de la San Jose State University, San Jose CA.
Il a été chroniqueur pour le Western Standard (en version papier et en ligne) et a publié des articles dans plusieurs journaux financiers, notamment le Wall Street Journal, le National Post, le Figaro-Économie, et La Tribune. 
Il a fondé et, pendant quelques années, a codirigé la collection « Iconoclastes » à Les Belles Lettres à Paris. Il a également été directeur général de IHS-Europe à Paris, et a fondé l'Institut Économique de Montréal.
Il a, à quelques occasions, été consultant pour des entreprises et organisations internationales.

## Idées
Ses premiers livres, publiés à Paris dans les années 1980, ont porté sur l'économie et la philosophie politique de l'anarcho-capitalisme et du libéralisme classique : Du libéralisme à l’anarcho capitalisme, La souveraineté de l’individu et L’anarcho-capitalisme. Il a été parmi les premiers à introduire les lecteurs francophones aux idées libertariennes et anarcho-capitalistes, les amenant à redécouvrir la tradition libérale classique française. Dans ces œuvres, il a défendu l'idée que l'anarcho-capitalisme est un idéal dont le libéralisme classique constitue l'application pratique.
Dans sa préface à l'édition électronique de L'anarcho-capitalisme en 2006 (publiée dans les Classiques des sciences sociales), il semble privilégier l'option de l'État minimum.
Ses ouvrages et essais ultérieurs se sont concentrés sur divers problèmes de politique publique. 
Au début des années 1990, il a publié deux pamphlets aux Belles Lettres, à Paris : Apologie des sorcières modernes, contre la notion de délits d'initiés, et Le droit de porter des armes, une défense du droit des simples citoyens de posséder et de porter des armes.
À la fin des années 1990, il a publié, à Montréal, un petit livre (en français et en anglais) défendant la liberté des fumeurs comme faisant partie des libertés individuelles : Tabac et liberté : L'État comme problème de santé publique.
Au début des années 2000, il a publié, à Montréal, un livre plus littéraire concernant sa lutte personnelle contre la bureaucratie canadienne du contrôle des armes à feu, Confessions d’un coureur des bois hors-la-loi.
Plus récemment, il a publié à Paris Comprendre l’économie. Ou comment les économistes pensent, une introduction à l’économie pour l'honnête homme. Ce livre a reçu un prix spécial Turgot pour la francophonie,.
En 2010, il publie aux Belles Lettres à Paris Une crise peut en cacher une autre, où il soutient que la crise économique est une crise de l'autorité dirigiste et non pas une crise du marché. Il défend la même idée dans un autre livre, publié chez Palgrave Macmillan à New York en 2011, Somebody in Charge. A Solution to Recessions?
Toujours chez Palgrave Macmillan (New York), il publie en 2013 The Public Debt Problem. A Comprehensive Guide. Il y soutient qu'en Amérique comme en Europe, la dette publique posera de sérieux problèmes.
En 2014, il publie Who Needs Jobs? Spreading Poverty or Increasing Welfare (New York, Macmillan). Il y arguë que ce ne sont pas les emplois qui comptent pour les individus, mais les revenus..
Il a souvent exprimé des opinions favorables à la résistance fiscale.

## Livres publiés
- Du libéralisme à l’anarcho-capitalisme, Paris, Presses universitaires de France, 1983. Traduction japonaise : Tokyo, Shunju Sha, 1990.
- La souveraineté de l'individu, Paris, Presses universitaires de France, 1987. Traduction espagnole : Madrid, Union Editorial, 1992.
- L'anarcho-capitalisme, Paris, Presses universitaires de France [coll. « Que sais-je ? »], 1988. Traduction turque : Istanbul, Iletisim Yayincilik AS, 1994.
- Apologie des sorcières modernes, Paris, Belles Lettres, 1991.
- Le droit de porter des armes (Paris : Belles Lettres, 1993.
- Tabac et liberté. L'État comme problème de santé publique, Montréal, Varia, 1997.
- Confessions d'un coureur des bois hors-la-loi, Montréal, Varia, 2001.
- Comprendre l’économie. Ou comment les économistes pensent, Paris, Belles Lettres, 2008.
- Une crise peut en cacher une autre, Paris, Belles Lettres, 2010.
- Somebody in Charge. A Solution to Recessions, New York, Palgrave Macmillan, 2011.
- The Public Debt Problem. A Comprehensive Guide, New York, Palgrave Macmillan, 2013.
- Who Needs Jobs? Spreading Poverty or Increasing Welfare, New York, Palgrave Macmillan, 2014.

Certains de ses livres épuisés ont été reproduits en format électronique dans les Classiques des sciences sociales.

## Autres publications
Pierre Lemieux a publié divers articles universitaires et plusieurs textes d’opinion.
Ses articles universitaires comprennent :
- “From Lemonade Stands to 2065", symposium sur l'économie dans 50 ans, The Independent Review, vol. 23, no 3 (hiver 2016), p. 335-342.
- “The State and Public Choice", The Independent Review, vol. 19, no 4 (été 2015), p. 23-31.
- “L’État ideal à la rescousse”, Éthique publique 15:1 (2013), p. 219-228.
- “Public Health Insurance under a Nonbenevolent State”, Journal of Medicine and Philosophy, vol. 33, no 5 (2008), p. 416-426.
- L'économie souterraine, Montréal, Institut économique de Montréal, 2007.
- “Social Welfare, State Intervention, and Value Judgments”, The Independent Review, vol. 11, no 1 (été 2006), p. 19-36.
- “The Public Choice Revolution”, Regulation, vol. 27, no 3 (automne 2004), p. 22-29.
- “Following the Herd”, Regulation, vol. 26, no 4 (hiver 2003-2004), p. 16-21.
- “Les droits de propriété”, avec Ejan Mackaay, Dictionnaire des Sciences Économiques, Paris, Presses universitaires de France, 2001.
- “The World Bank’s Tobacco Economics”, Regulation, vol. 24, no 3 (automne 1981), p. 16-19.
- “L’avenir du tabac”, Futuribles, ho 261 (février 2001).
- “Heil Health,” The Independent Review, vol. 4, no 2 (automne 1999).
- “Chaos et Anarchie,” in Alain Albert (sous la direction de), Chaos and Society, Amsterdam, IOS Press, 1995.

Autres articles (sélection)
- Pierre Lemieux, "The Economics of Tax Dodging", Library of Economics and Liberty, 5 janvier 2015.
- Pierre Lemieux, « L'économie de la résistance fiscale », Le Figaro-Économie,‎ 30 janvier 1997
- Pierre Lemieux, « Apologie de la résistance fiscale », Le Devoir,‎ 15 octobre 1996

Il collabore régulièrement au magazine Regulation du Cato Institute. 
Il a également contribué à la traduction en langue française de deux ouvrages : 
- James M. Buchanan, Les limites de la liberté, Paris, Litec, 1993.
- Murray N. Rothbard, L’éthique de la liberté, Paris, Les Belles Lettres, 1991.